# 普尔乐队
普尔乐队(Pur)是一支德国乐队，作品风格为Pop、流行摇滚、古典，曾获得2001年世界音乐大奖最佳德语团体奖。他们已经有4张唱片被IFPI认证为德国的黄金唱片，8张唱片被认证为德国的白金唱片。

## 乐团历史

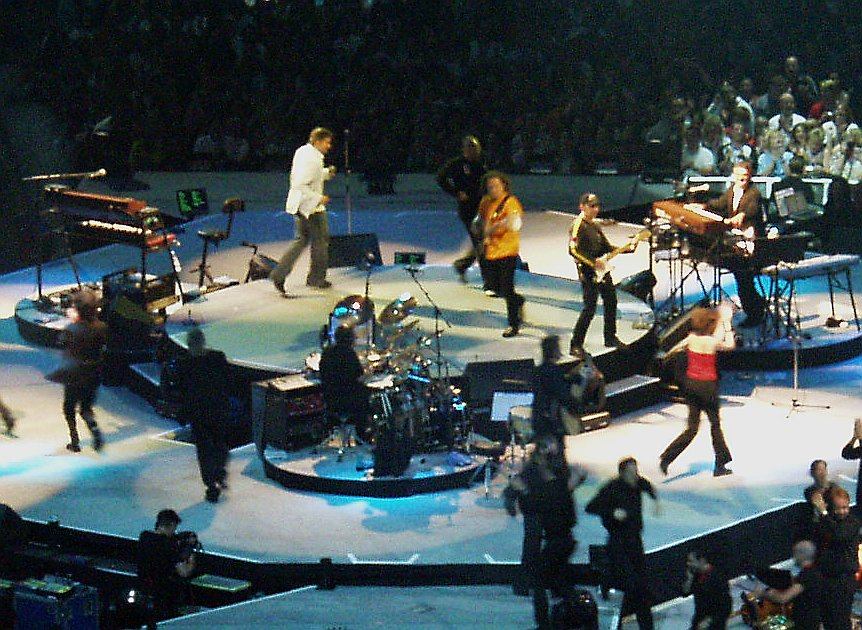
普尔乐队在维尔廷斯球场，2004年

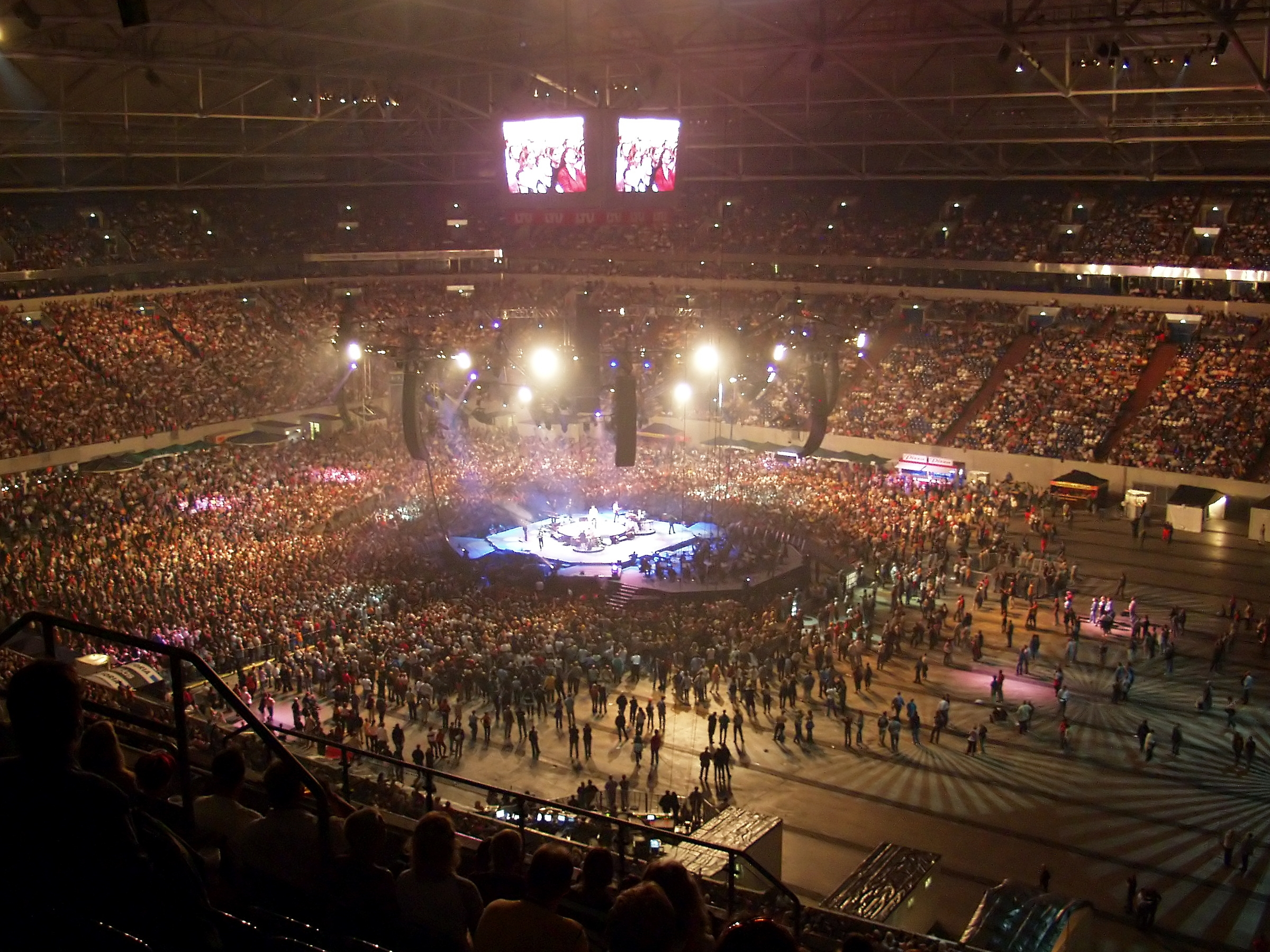
普尔乐队在维尔廷斯球场，2004年

1975年，普尔乐队(Pur)的前身，十字军东征乐队(Crusade)在罗兰·布莱斯(Roland Bless)和英格·里德尔(Ingo Reidl)的策划下成立于德国巴登-符腾堡。他们的第一张专辑名叫《Opus》。1985年，奥地利的一支也叫Opus的乐队发布了一张同名的专辑，取得了巨大的成功。十字军东征乐队为了避免混淆，决定将本乐团的名字改为普尔乐队(Pur)。普尔乐队在德国的第一支畅销单曲名为《Lena》，发布于1990年。从1990年起，他们的专辑发行量一直保持着德国第一的地位。普尔乐队的出品人是迪特·法尔克(Dieter Falk)。他们最出名的单曲是《Abenteuerland》，曾被使用于蒂森克虏伯股份公司的广告中。普尔乐队的主唱，哈特穆特·恩格勒(Hartmut Engler)的演唱被认为是富有激情的，也是该乐团成功的原因之一。